# Lancia Delta (2008)
Lancia Delta – samochód osobowy klasy kompaktowej produkowany pod włoską marką Lancia w latach 2008–2014.

## Historia i opis modelu

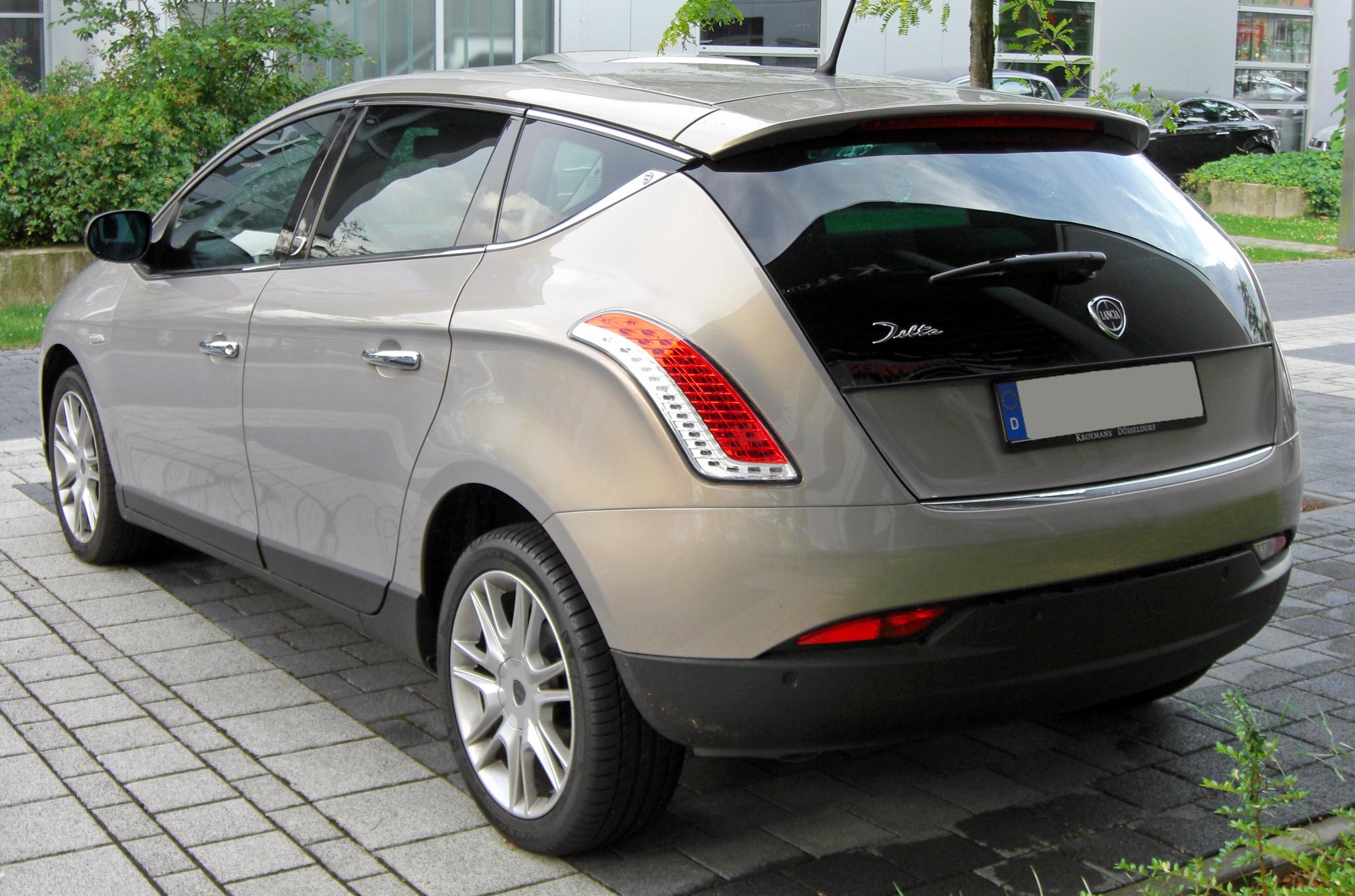
Lancia Delta - tył

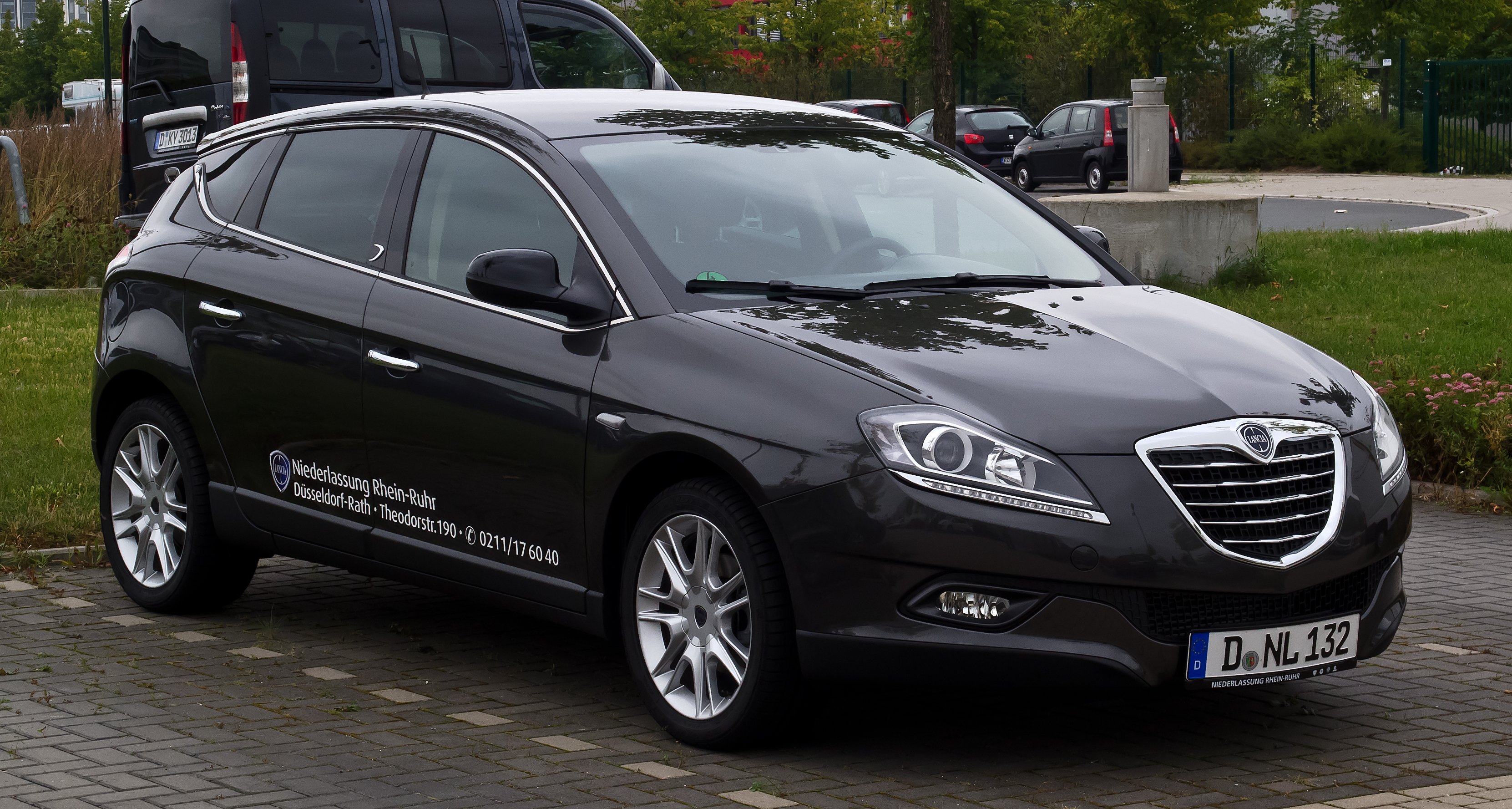
Lancia Delta po liftingu

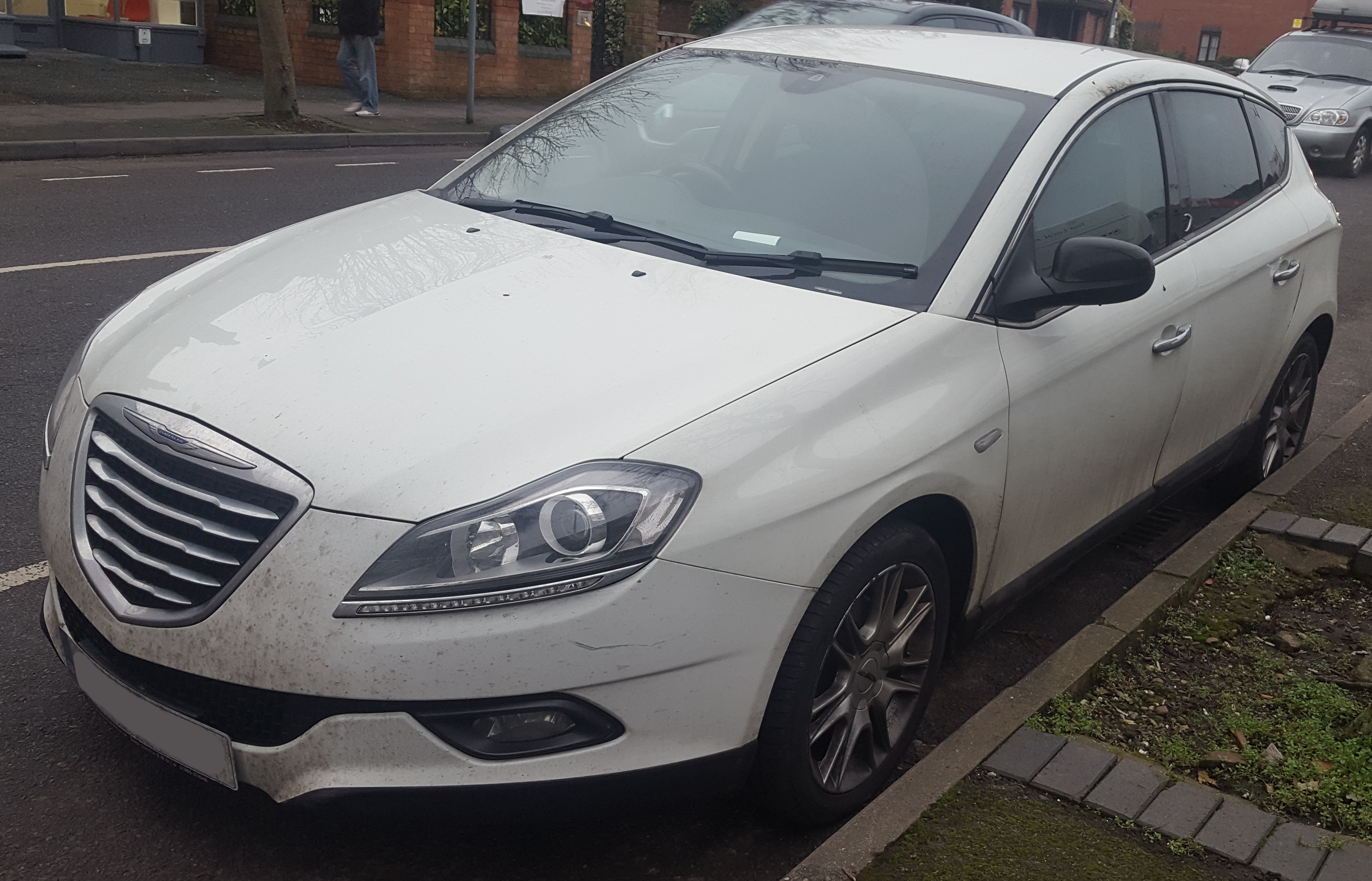
brytyjski Chrysler Delta

Pojazd został zapoczątkowany prototypem o nazwie Lancia Delta HPE zaprezentowanym podczas targów samochodowych w Paryżu w 2006 roku. Na Salonie w Genewie w 2008 roku Lancia wskrzesiła nazwę Delta i wprowadziła do produkcji seryjną wersję swojego nowego kompaktowego modelu bazującego na podzespołach najnowszej generacji Fiata Bravo. Wszystkie stosowane jednostki napędowe mają turbodoładowanie z doładowaniem jedno lub dwustopniowym. Oprócz standardowych ręcznych skrzyń 6-biegowych w połączeniu z silnikiem 1.6 MutliJet 120KM dostępna jest zautomatyzowana skrzynia Selectronic. 
Dla silnika 1.75 TBi 200 KM seryjna była automatyczna skrzynia 6-stopniowa (Sportronic). Z przodu stosowane są reflektory biksenonowe (opcjonalnie) i światła do jazdy dziennej typu LED, z tyłu światła całkowicie w technologii LED. Seryjna wersja została zaprezentowana w 2008 roku na Międzynarodowej Wystawie Samochodowej w Genewie.
Delta, zaprojektowana przez Centrum Stylistyczne Lancii, odznacza się dużą atrapą chłodnicy, będącej symbolem marki oraz dynamicznym i masywnym przodem auta. Z boku pojazdu zastosowano wysoką linią pasa oraz tylny słupek w kształcie trapezu, naturalnie podtrzymującym dach („flying bridge” inspirowany konstrukcją jachtów). Z tyłu natomiast elegancje mają podkreślać pionowe lekko skośne światła LED, podkreślające elegancję Lancii Delty.
Lancia Delta posiada również elektronicznie sterowany układ zawieszenia o zmiennym stopniu tłumienia (Reactive Suspension System). Według producenta ma on nie tylko poprawiać znacząco komfort jazdy, zwiększając przede wszystkim tłumienie drgań na nierównej nawierzchni, ale także dodatkowo podkreślać przyjemność jazdy, poprawiając skuteczność prowadzenia w każdych warunkach (system reguluje automatycznie układ zawieszenia zależnie od rodzaju drogi i drgań).

### Lifting
Podczas Geneva Motor Show w marcu 2011 roku Lancia koło swoich 6 nowości wraz z nową generacją miejskiego Ypsilona zaprezentowała Deltę po faceliftingu, który objął m.in. nową atrapę chłodnicy, bogatsze wyposażenie standardowe jak i opcjonalną, zmianę nazw wersji wyposażenia, oraz nowy silnik 1.6 MultiJet o mocy 105 km. Samochód trafił do sprzedaży w Polsce w kwietniu 2011 roku.

### Wielka Brytania
W 2011 roku Lancia Delta po modernizacji trafiła do sprzedaży także w Wielkiej Brytanii i Irlandii pod marką Chrysler jako Chrysler Delta. Pod tą nazwą samochód oferowano tam przez kolejne 3 lata, do 2014 roku.

### Koniec produkcji
Pod koniec maja 2014 roku szefostwo FIATa poinformowało, iż do końca b.r. produkcja Delty zostanie zakończona. Był to początek procesu okrajania oferty tej marki i usuwania jej z europejskiego rynku, który zakończył się wiosną 2017 roku. Wtedy oferta marki została ograniczona tylko do modelu Ypsilon i przeznaczona została wyłącznie na rynek włoski. W pozostałych europejskich krajach obecność Lancii przeszła do historii.

### Wersje wyposażenia
- przed face liftingiem:[7]
  - Argento
  - Oro
  - Platino
  - Executive

- po face liftingu:[8][9]
  - Steel
  - Silver
  - Gold
  - Platinum
  - MOMO Design

### Silniki[8]
| Silnik                       | Pojemność skokowa [cm³] | Moc maksymalna [KM] przy obr./min | Maks. moment obrotowy [Nm] przy obr./min | Przyspieszenie 0-100 km/h [s] | Prędkość maks. [km/h] | Średnie zużycie paliwa [l/100km] |
| Benzynowe                    | Benzynowe               | Benzynowe                         | Benzynowe                                | Benzynowe                     | Benzynowe             | Benzynowe                        |
| ---------------------------- | ----------------------- | --------------------------------- | ---------------------------------------- | ----------------------------- | --------------------- | -------------------------------- |
| 1.4 T-Jet 120KM              | 1368                    | 120/5000                          | 206/1750                                 | 9,8                           | 195                   | 6,3                              |
| 1.4 MultiAir Turbo 140KM     | 1368                    | 140/5000                          | 230/1750                                 | 9,2                           | 203                   | 5,7                              |
| 1.75 TBi 200KM               | 1742                    | 200/5000                          | 320/1400                                 | 7,4                           | 235                   | 7,8                              |
| Diesla                       |                         |                                   |                                          |                               |                       |                                  |
| 1.6 MultiJet 105KM           | 1598                    | 105/4000                          | 300/1500                                 | 10,7                          | 186                   | 4,6                              |
| 1.6 MultiJet 120KM           | 1598                    | 120/4000                          | 320/1500                                 | 10,2                          | 195                   | 4,7                              |
| 2,0 MultiJet 165KM           | 1956                    | 165/4000                          | 350/1750                                 | 8,5                           | 214                   | 5,1                              |
| 1.9 TwinTurbo MultiJet 190KM | 1910                    | 190/4000                          | 400/2000                                 | 7,9                           | 222                   | 5,7                              |

### Sprzedaż w Polsce
| Rok  | Sprzedaż (szt.) |
| ---- | --------------- |
| 2008 | 104             |
| 2009 | 273             |
| 2010 |                 |
| 2011 | 221             |
| 2012 | 197             |
| 2013 | 176             |
| 2014 | 57              |
| 2015 | 7               |